# Triangle Building
Le Triangle Building ou bâtiment Triangle est le siège du Service européen pour l'action extérieure (SEAE) à Bruxelles. Le bâtiment, propriété du groupe AXA, comprend six entités indépendantes, chacune ayant reçu le nom de la capitale d'un des six pays fondateurs de l'Union européenne : Rome, Paris, Berlin, Luxembourg, La Haye et Bruxelles. Une est actuellement occupé par l'Office européen de recrutement du personnel (EPSO).

## Accès
| ___ | Ce site est desservi par la station de métro : Schuman. |

## Compléments